# Некрасовское (сельское поселение, Некрасовский район)
Некрасовское сельское поселение — муниципальное образование в составе Некрасовского района Ярославской области. Административным центром сельского поселения является посёлок городского типа Некрасовское.

## История
1 января 2005 года в соответствии с законом Ярославской области № 65-з от 21 декабря 2004 года «О наименованиях, границах и статусе муниципальных образований Ярославской области»было образовано городское поселение Некрасовское, границы городского поселения установлены в административных границах рабочего посёлка Некрасовское, Климовского, Лапинского, Левашовского, Чернозаводского сельских округов. 30 марта 2005 года законом Ярославской области № 17-з городское поселение Некрасовское преобразовано в сельское поселение.

## Население
| 2007   | 2010  | 2011  | 2012  | 2013  | 2014  | 2015  |
| ------ | ----- | ----- | ----- | ----- | ----- | ----- |
| 10 257 | ↘9718 | ↘9705 | ↘9532 | ↗9549 | ↘9528 | ↘9464 |
| 2016   | 2017  | 2018  | 2019  | 2020  | 2021  |       |
| ↘9254  | ↗9293 | ↘9177 | ↘9065 | ↘9042 | ↗9806 |       |

## Состав сельского поселения
В состав сельского поселения входит 71 населённый пункт.
| №  | Населённый пункт              | Тип населённого пункта                  | Население | Сельский округ |
| -- | ----------------------------- | --------------------------------------- | --------- | -------------- |
| 1  | Агеево                        | деревня                                 | →2        | Левашовский    |
| 2  | Алексино                      | деревня                                 | →0        | Климовский     |
| 3  | Алексино                      | деревня                                 | →0        | Левашовский    |
| 4  | Алферово                      | деревня                                 | ↘15       | Климовский     |
| 5  | Анисимово                     | деревня                                 | ↘1        | Климовский     |
| 6  | Басова                        | деревня                                 | ↗104      | Климовский     |
| 7  | Берёзки                       | деревня                                 | →0        | Левашовский    |
| 8  | Берестенки                    | деревня                                 | →0        | Климовский     |
| 9  | Буслаки                       | деревня                                 | ↘2        | Лапинский      |
| 10 | Васенино                      | деревня                                 | ↗34       | Левашовский    |
| 11 | Васильевское                  | деревня                                 | ↘2        | Левашовский    |
| 12 | Введенское                    | село                                    | ↗20       | Климовский     |
| 13 | Горино                        | деревня                                 | →0        | Лапинский      |
| 14 | Горки                         | деревня                                 | ↘14       | Климовский     |
| 15 | Гуменново                     | деревня                                 | →0        | Лапинский      |
| 16 | Гумнищи                       | деревня                                 | ↘25       | Климовский     |
| 17 | Диково                        | деревня                                 | →0        | Левашовский    |
| 18 | Дубенки                       | деревня                                 | ↘4        | Лапинский      |
| 19 | Елохова                       | деревня                                 | ↗10       | Климовский     |
| 20 | Ескино                        | деревня                                 | ↘1        | Левашовский    |
| 21 | Жабрево                       | деревня                                 | ↘0        | Климовский     |
| 22 | Заболотное                    | деревня                                 | ↘3        | Климовский     |
| 23 | Золотой Колос                 | посёлок                                 | ↘314      | Климовский     |
| 24 | Изуменово                     | деревня                                 | ↗5        | Климовский     |
| 25 | Климовское                    | деревня                                 | ↗17       | Климовский     |
| 26 | Кокарево                      | деревня                                 | ↗13       | Левашовский    |
| 27 | Костино                       | деревня                                 | ↘8        | Климовский     |
| 28 | Коточижовки                   | деревня                                 | ↘16       | Лапинский      |
| 29 | Кренево                       | деревня                                 | →0        | Климовский     |
| 30 | Кресцово                      | деревня                                 | ↗25       | Климовский     |
| 31 | Куликово                      | деревня                                 | →2        | Левашовский    |
| 32 | Лапино                        | деревня                                 | ↘173      | Лапинский      |
| 33 | Левашово                      | село                                    | ↘1080     | Левашовский    |
| 34 | Липовки                       | деревня                                 | ↘4        | Левашовский    |
| 35 | Лихообразово                  | деревня                                 | ↗130      | Левашовский    |
| 36 | Лобастово                     | деревня                                 | ↘4        | Климовский     |
| 37 | Ляхово                        | деревня                                 | ↗7        | Климовский     |
| 38 | Малые Соли                    | село                                    | ↘25       | Климовский     |
| 39 | Михалево                      | деревня                                 | →0        | Климовский     |
| 40 | Некрасовское                  | рабочий посёлок, административный центр | ↗6079     | Некрасовское   |
| 41 | Немцовки                      | деревня                                 | →0        | Левашовский    |
| 42 | Новодашково                   | село                                    | ↗68       | Чернозаводский |
| 43 | Новые Ченцы                   | деревня                                 | ↘4        | Климовский     |
| 44 | Орешки                        | деревня                                 | ↘0        | Левашовский    |
| 45 | Осиновая Слобода              | деревня                                 | ↘47       | Лапинский      |
| 46 | Пахомово                      | деревня                                 | ↘5        | Климовский     |
| 47 | Пирогово                      | деревня                                 | ↗35       | Климовский     |
| 48 | Плаксино                      | деревня                                 | ↗71       | Климовский     |
| 49 | Погибелки                     | деревня                                 | ↘0        | Лапинский      |
| 50 | Погост                        | деревня                                 | →0        | Левашовский    |
| 51 | Подсосенье                    | деревня                                 | ↘6        | Левашовский    |
| 52 | Поповки                       | деревня                                 | →0        | Левашовский    |
| 53 | Приволжский                   | посёлок                                 | ↘540      | Климовский     |
| 54 | При пансионате “Левашово”     | посёлок                                 | ↘62       | Климовский     |
| 55 | При профилактории “Строитель” | посёлок                                 | ↘322      | Климовский     |
| 56 | Протасьево                    | деревня                                 | ↘1        | Левашовский    |
| 57 | Смирново                      | деревня                                 | ↗9        | Левашовский    |
| 58 | Степанчиково                  | деревня                                 | ↘0        | Лапинский      |
| 59 | Суворово                      | деревня                                 | ↗3        | Левашовский    |
| 60 | Сумароково                    | деревня                                 | →0        | Левашовский    |
| 61 | Турово                        | деревня                                 | ↘30       | Климовский     |
| 62 | Ульково                       | деревня                                 | ↘23       | Чернозаводский |
| 63 | Харино                        | деревня                                 | ↘41       | Климовский     |
| 64 | Ченцы                         | деревня                                 | ↗4        | Левашовский    |
| 65 | Чёрная Заводь                 | село                                    | ↘171      | Чернозаводский |
| 66 | Шарьево                       | деревня                                 | ↘0        | Климовский     |
| 67 | Шахово                        | деревня                                 | →1        | Левашовский    |
| 68 | Шишелово                      | деревня                                 | ↘47       | Климовский     |
| 69 | Шишково                       | деревня                                 | ↘7        | Климовский     |
| 70 | Шубино                        | деревня                                 | ↗7        | Климовский     |
| 71 | Ядрово                        | деревня                                 | →0        | Левашовский    |